# Kanton Bourgoin-Jallieu-Sud
Bourgoin-Jallieu-Sud is een voormalig kanton van het Franse departement Isère. Het kanton maakte deel uit van het arrondissement La Tour-du-Pin. Het werd opgeheven bij decreet van 18 februari 2014, met uitwerking op 22 maart 2015 en ingelijfd bij het nieuwe kanton Bourgoin-Jallieu.

## Gemeenten
Het kanton Bourgoin-Jallieu-Sud omvatte de volgende gemeenten:
- Badinières
- Bourgoin-Jallieu (deels, hoofdplaats)
- Châteauvilain
- Crachier
- Domarin
- Les Éparres
- Maubec
- Meyrié
- Nivolas-Vermelle
- Saint-Alban-de-Roche
- Sérézin-de-la-Tour
- Succieu